# Itame nanula
Itame nanula är en fjärilsart som beskrevs av Max Joseph Bastelberger 1908. Itame nanula ingår i släktet Itame och familjen mätare. Inga underarter finns listade i Catalogue of Life.